# アドリアノス・コムネノス
アドリアノス・コムネノス（ギリシア語: Ἁδριανὸς Κομνηνός、1060年代 - 1105年以降）は、ビザンツ帝国の貴族、軍人。ビザンツ皇帝アレクシオス1世コムネノス（在位: 1081年 - 1118年）
の弟として、その在世中に活躍した。

## 生涯

### 出生と幼少期
アドリアノス・コムネノスは、1060年から1065年の間に、スコライ軍団長ヨハネス・コムネノス（ビザンツ皇帝イサキオス1世コムネノス（在位: 1057年 - 1059年）の弟）とアンナ・ダラセナの5人の息子の内の四男として生まれた。歴史家で、アドリアノスの姪の夫にあたるニケフォロス・ブリュエンニオスによると、父ヨハネスの死後、母アンナはアドリアノスと弟ニケフォロスを家庭教師に委ね、博学な知識と教育を身に着けさせた。

### アレクシオス1世のもとでの活動
1081年に三兄アレクシオス1世が帝位につくと、アドリアノスは新設されたプロトセバストス職を与えられた。なおこの官職はアドリアノスの他に、アドリアノスの義兄（長姉マリアの夫）ミカエル・タロニテスと、ヴェネツィア共和国元首（ドージェ）にも与えられ、3人が共有する体制になっていた。ゾナラスによれば、1082年から1083年にかけてロベルト・イル・グイスカルドとボエモンの父子率いるノルマン人がテッサリアに侵攻してきたとき、アドリアノスは軍の指揮権を与えられ迎撃にあたった。ゾナラスによれば、アレクシオス1世はアンドレアスに皇帝の宝器を与え、偽装退却を仕掛けるよう指示した。ノルマン人がこれを追いかけてきたところで、アレクシオス1世みずから率いる軍がノルマン人の背後を突き、勝利を収めたのだという。ただ、アンドレアスの姪アンナ・コムネナが『アレクシアス』に書いているところによれば、この偽装退却を任されたのはニケフォロス・メリッセノスだったという。またイタリアの歴史家プッリャのグリエルモは、偽装退却の指揮官は「皇帝の弟で、メリシアヌスと呼ばれる者である。彼の名はアドリアノスである。」と、ゾナラス説とアンナ説の人物が一人に融合したような説明をしている。対ノルマン人戦で挙げた功績への褒賞としてか、アドリアノスは1084年8月に、カルキディキのカッサンドラ半島全域から上がる収入を得られる終身特権を与えられた。
1086年後半もしくは1087年春、アドリアノスはグレゴリオス・パクリアノスの跡を継いで西方スコライ軍団長に就任した。1087年のドリストラの戦いでは、フランク人傭兵隊を率いてビザンツ軍中央に布陣し、ペチェネグ人と戦った。しかしこの戦いはビザンツ軍の惨敗に終わった。アドリアノスはすんでのところで捕虜とならず逃げおおせた。『アレクシアス』によれば、アドリアノスは1091年の対ペチェネグ遠征にも参加し、プロトストラトルのミカエル・ドゥーカスとともにエヴロス川での架橋を取り仕切ったという。ただ、この戦役の最後でビザンツ帝国が大勝利を飾ったレヴニオンの戦いでは、特にアドリアノスが関与した記録がない。
その後まもなく、アドリアノスはフィリッポポリスで、次兄でセバストクラトルのイサキオスと大激論を交わした。原因は、イサキオスの子でデュッラキオン総督だったヨハネスに、皇帝アレクシオス1世に対する陰謀を企てたという疑いがかけられたことにあった。1094年6月には、セレスで行われたニケフォロス・ディオゲネス（皇帝ロマノス4世ディオゲネス（在位: 1068年 - 1071年）の子）裁判の裁判長を務めた。ニケフォロス・ディオゲネスはアレクシオス1世の暗殺を画策した罪で尋問されたのだが、アドリアノスはこの強情な被告の口を割らせ共謀者を明らかにすることができなかった。同年、カルケドンのレオーンをめぐる宗教問題について議論されたブラケルナエ教会会議にも出席したと記録されている。

### 晩年
アドリアノス・コムネノスの晩年と死期については、相異なる説が存在している。一般的には、彼が修道院に入ってヨハネスという修道名を名乗り、1105年4月19日に死去したという写本の記述が受け入れられている。しかし20世紀の歴史家Basile Skoulatosは、ケカリトメネ修道院のティピコン（1118年ごろ）にある死亡者名簿にアドリアノスの名が無いという点を指摘し、1118年以降、1136年までの間に死去したのだろうとしている。

## 家族
アドリアノス・コムネノスは、ゾエ・ドゥーカイナと結婚した。彼女は皇帝コンスタンティノス10世ドゥーカス (在位: 1059年 – 1067年)とエウドキア・マクレンボリティッサの間に1062年ごろに生まれた娘であるため、ポルフュロゲンネテ（在位中の皇帝のもとに生まれた娘）にあたる。ポール・マグダリーノ、ジャン＝クロード・シェネ、コンスタンティノス・ヴァルゾスといったビザンツ史学者たちは、アドリアノス（ヨハネス）・コムネノスとゾエ・ドゥーカイナの夫妻を、コンスタンティノープルのパンマカリストス教会の墓碑に創建者として子孫と共に書かれていた「ヨハネス・コムネノス」と「ドゥーカス家のアンナ」と同一であると考えている。なお「アンナ」は、ゾエ・ドゥーカイナの修道名であるとされている。アドリアノスとゾエは、少なくとも3人の子をもうけている。
- アレクシオス・コムネノス: 結婚し、少なくとも娘が一人いた。それ以外の生涯や家族関係は不明[16]。
- 長女: 名前不明。ヴァルゾスは、彼女がアンナという名であった可能性があるとしている[17]。
- 娘: 名前不明。ヴァルゾスは、彼女がアレクシアという名であった可能性があるとしている。おそらく1102年ごろにモノエクムの領主グリマルド2世と結婚したが、その後まもなく夫と共に死亡したとされている[18][19]。